# Palmenroller
Die Palmenroller (Paradoxurinae) sind eine Unterfamilie der Schleichkatzen, die ausschließlich in den tropischen Breiten Asiens verbreitet ist. Der einst hier eingeordnete afrikanische Pardelroller wird heute nicht mehr zu dieser Gruppe gerechnet.
Der deutsche Name leitet sich von dem mehr oder weniger einrollbaren Greifschwanz einiger Arten ab.
In der Gestalt ähneln sie den Zibetkatzen, sind aber plumper. Sie sind etwa so groß wie eine Hauskatze. Keine Art ist wirklich allgemein bekannt. Die Musangs und Larvenroller sind besonders typische Beispiele für Palmenroller, während der Binturong oder „Marderbär“ eine sehr abweichende Schleichkatze ist.
Folgende Gattungen werden zu den Palmenrollern gerechnet:
- Musangs (Paradoxurus), 5 Arten
- Larvenroller (Paguma larvata)
- Sulawesi-Roller (Macrogalidia musschenbroekii)
- Streifenroller (Arctogalidia trivirgata)
- Binturong (Arctictis binturong)

## Verhalten
Palmenroller sind omnivor, sie ernähren sich sowohl von Früchten wie von Kleinsäugern, Vögeln und anderen Tieren. Ohne interspezifische Territorialität können mindestens drei Palmenroller-Arten  sympatrisch vorkommen, also gleichzeitig im gleichen Ökosystem, dem Randbereich oder innerhalb tropischer Regenwälder.